# Hawksdale
Hawksdale lub Hawkesdale – przysiółek w Anglii, w Kumbrii. Leży 8,1 km od miasta Carlisle i 416,3 km od Londynu. W latach 1870–1872 osada liczyła 336 mieszkańców.